# Esmeralda Moya
 (mars 2023).
Pour les articles homonymes, voir Moya.
Esmeralda Moya Cañas, née le 31 août 1985 à Torrejón de Ardoz (communauté de Madrid), est une actrice espagnole.
Elle a travaillé comme modèle et a été sur la couverture de plusieurs revues internationales.
Elle se fait remarquer en 2010 dans le rôle de Claudia Ruano de la série The Protected, série relancée en 2023 où elle reprend le même rôle. En 2014, elle joue dans la série Victor Ros diffusée sur TVE.

## Filmographie
(mars 2023).
- 2007 : Círculo rojo Episode TV : Lucía Villalobos
- 2007 - 2008 : Patricia Marcos, la disparue (Desaparecida) Episode TV : Blanca Sierra
- 2008 : Le Châtiment (El castigo) Episode TV : Eva
- 2009 : Mentiras y gordas : Nuria
- 2009 : U.C.O. Episode TV : Blanca Sierra
- 2009 : 90-60-90. Diario secreto de una adolescente Episode TV : Mel Álvarez
- 2009 - 2010 : Hay alguien ahí Episode TV : Amanda Ríos
- 2010 - 2011 : Los protegidos Episode TV : Claudia Ruano
- 2011 : Homicidios Série TV : Helena Cuevas
- 2011 : Clara no es nombre de mujer : Ana
- 2011 : Carmen Cervera. La Baronesa Série TV : Carmen adolescente
- 2012 : ¡Atraco! : Maribel

- 2013 : Tierra de lobos Episode TV : Victoria Eugenia Montes
- 2015 : Juste un peu d'alchimie : Susana[3]

- 2015 - 2016 : Victor Ros Série TV : Clara[4]
- 2018 : La verdad Episode TV : Laura Santos
- 2019 : 45 tours Série TV : Celia Vera
- 2022 : Historias de Protegidos Episode TV : Claudia Ruano